# موسوعة عناصر الحمض النووى (ترميز)
موسوعة عناصر الحمض النووي (ENCODE) هو اتحاد البحوث العامة التي أطلقها المعهد الوطني لبحوث الجينوم البشري (NHGRI) بالولايات المتحدة في سبتمبر 2003. الهدف هو العثور على جميع العناصر الوظيفية في الجينوم البشري، واحدة من أهم المشاريع التي أفرزها NHGRI بعد أن أكملت بنجاح مشروع الجينوم البشري. وسيتم الإفراج عن جميع البيانات التي تم إنشاؤها في سياق المشروع بسرعة إلى قواعد البيانات العامة.
في 5 سبتمبر 2012، تم الإفصاح عن النتائج الأولية للمشروع في مجموعة منسقة من 30 ورقة نشرت في المجلات الطبيعة (مجلة)، الجينوم علم الأحياء و بحوث الجينوم. جميع هذه المنشورات تظهر أن ما لا يقل عن 80٪ من DNA غير المكودة في الجينوم البشري هي نشطة بيولوجيا، بدلا من أن تكون مجرد «خردة» كما كان يعتقد في السابق. وهذا أمر مهم لأن 98٪ من الجينوم البشري هو غير مكود أو غير مرمز، وهذا يعني أنه لا ترميز مباشرة في متواليات البروتين.

## الخلفيات
عندما أزاح العلماء تسلسل الجينوم البشري قبل عقد من الزمن، فقد كان ذلك إلى حد ما مثل الذي يبحث في مخطط بلغة أجنبية - تميزت بوجود كل شيء في موقعه الصحيح، ولكن لا أحد يمكن أن يقول ما الذي يعنيه كل شيء. وكان حوالي 1٪ فقط من رموز الجينوم التي تمثل البروتينات التي تفعل أي شيء في الواقع، وبالتالي فإن بقية الحمض النووي لدينا مثل المادة المظلمة البيولوجية، تعمل بطرق غامضة. الآن، وبعد سنوات من الجهد الضخم فإن العلماء يعتقدون ان لديهم بعض الإجابات.
وهناك مشروع لمدة خمس سنوات يسمى ENCODE أو ترميز، وهو إختصار للكلمة موسوعة عناصر الحمض النووي وجدت أن حوالي 80 في المئة من الجينوم البشري نشطة بيولوجيا، وتأثيرها يشمل كيفية التعبير عن الجينات القريبة وعلى أية أنواع من الخلايا تعمل. انها ليست DNA خردة، كما كان يعتقد في السابق - بدلا من ذلك، فإن هذه المناطق غير المرمزة من الحمض النووي يمكن أن يكون لها تأثير كبير على الأمراض والطفرات الوراثية، هكذا يقول الباحثون.
سيقوم المشروع بإعادة كتابة المراجع العلمية، وتحويل المخطط المعماري للجينوم البشري إلى مخطط لليسطرة ودليل للتعليمات التي تشرح كيف يمكن للجينات أن تشتغل وأن تتوقف. هذه القواعد تملي أي شيء من التطور الجنيني حتى عملية الشيخوخة.

## المرحلة التجريبية
وقد بدأ المشروع بمرحلة تجريبية 12 مليون دولار لتقييم مجموعة متنوعة من أساليب مختلفة لاستخدامها في مراحل لاحقة. تم استخدام عدد من التقنيات الموجودة في ذلك الوقت لتحليل جزء من الجينوم يساوي حوالي 1٪ (30 مليون الأساس أزواج)(30 million base-pairs). وتم تقييم نتائج هذه التحليلات على أساس قدرتهم على تحديد مناطق DNA التي كانت معروفة أو يشتبه في أنها تحتوي عناصر وظيفية. وقد تم اختيار يدويا 50٪ من العينة المختارة المنطقة للدراسة في إطار هذه المرحلة في حين تم اختيار ال 50٪ الأخرى عشوائيا. تم اختيار مناطق مختارة يدويا على أساس وجود دراسة جيدة الجينات وتوافر بيانات مقارنة. أساليب تقييم شملت لونين مناعي (ChIP) والكمية PCR.
المشروع التجريبي للترميز ENCODE أصدر بسرعة كافة البيانات الخاصة به في قواعد البيانات العامة. تم الانتهاء من المرحلة التجريبية بنجاح ونشرت النتائج في يونيو 2007 في الطبيعة وفي عدد خاص من مجلة بحوث الجينوم. أستاذ علوم الكومبيوتر في MIT مانوليس Kellis هو واحد من مئات العلماء المشاركين في المشروع ENCODE، وأوضح أن المشروع يزيح الستر تماما عن الاختلافات بين النوكليوتيدات التي تجعلنا متفردين بشر.
“الذي يسمح لنا مشروع الترميز بفعله هو تقديم شرح لوظيفة كل نيكيوتايد في الجيتوم، بحيث أنه عندما يكون قد تحور، فنحن يمكننا أن نحرز بعض التنبؤات حول الآثار الناجمة عن الطفرة "، كما تقول أخبار معهد ماساتشوستس للتكنولوجيا.
ENCODE يقوم بمسح جميع 3.2 بليون نوكليوتيدات مجتمعة A، C، G T والتي تشكل الجينات وأقسامها التنظيمية. وقد أآحالت بعض المقاطع الأحفورية المثيرة للاهتمام - وبعض آثار DNA من تاريخنا التطوري—ويقترح أن بعض هذه «الجينات الكاذبة» ليست نائمة بعد كل شيء، ولكن لا تزال نشطة ولكن RNAغير مرمزة. أجرى الباحثون فيما بعد أكثر من 400 بحثا تمخضت عن 1600 تجربة شملت 150 نوعا من الأنسجة البشرية خلال السنوات الخمس الماضية لاستجلاء كل هذا النشاط. إذا تم تقديم ترميز في شكل رسوم بيانية، فإن البيانات التي ولدت حتى الآن تملأ ملصقا طوله 30 كيلومترا وارتفاع 16 مترا، وفقا للأسوشيتد برس.
النتائج التي توصل إليها مشروع ENCODE تظهر في أكثر من 30 ورقة علمية هذا الأسبوع، في العلوم، الطبيعة والمجلات الأخرى.
الجانب الأكثر إثارة للاهتمام في الدراسة يبدو أنه الوظيفة القوية جدا للتنظيم الجينى. المتغيرات في الحمض النووي لدينا التي يمكن أن تسبب المرض. لا تتبع دائما الجينات نفسهاوالتي هي مثيرة للاهتمام من وجهة نظر العلاج الجيني. بدلا من ذلك، كانت غالبا ما ترتبط بكونها قطع DNA التي تنظم تلك الجينات. في بعض الأحيان القطع التنظيمية هي قريبة من تلك التي يجري تنظيمها، ولكن في بعض الأحيان انهم بعيدا جدا - على الأقل من وجهة النظر الخطية.
توجد هناك ثروة من المعلومات والتبصر والتي يمكن استخلاصها من هذه النتائج، التي يمكنك إستكشافها مع ذلك المستكشف التفاعلى للطبيعة، لقد كان الجينوم البشري مجرد بداية.
وأوضح البروفيسور مارك غيرستين، والمؤلف الرئيسي لاثنين من هذه المواد، «من بين الإختلافات التي وصلت للمشروع هي pseudogenes - تمتد من الحمض النووي الأحفوري، قطع اثرية من الماضي التطوري البيولوجي وعلاوة على ذلك، بيانات المشروع أظهرت أن عددا من pseudogenes تكون نشطة، ليست كجينات مرمزة للبروتينات ولكن ك ncRNAs».
وكانت بيوميد المركزية تنشر مجلات يراجعها الخبراء على مدى 12 عاما، والآن لديها مجموعة من 270 من المجلات في العلوم والطب. فإن جميع المواد. فإن جميع مواد ENCODE الثلاثون يكون الوصول إليها مفتوحا - يعني أن هذه المواد سوف تكون متاحة على الإنترنت حيث يمكن الوصول إليها بحرية للجميع وسوف تكون متاحة on the micro-site ENCODE explorer والتي يتم استضافتها من قبل الطبيعة وأيضا من خلال تطبيق آيباد.
أستاذ ايوان Birney، رئيس اتحاد ENCODE ذكر أن «ENCODE كونسرتيوم متحمس جدا للعمل مع Genome Biology, BMC علم الوراثة BMC وبيوميد المركزية لجعل تفاصيل عملنا معلنة على نطاق واسع. بواسطة تنسيق هذه المنشورات وخلق مسارات واضحة للبيانات الأصلية، وضمان أن كل ذلك هو الوصول المفتوح، أحرزنا هذه على نطاق واسع وجعلنا ترميز الموارد شفاف حقا ويمكن الوصول إليها بالنسبة للمجتمع العلمي.»

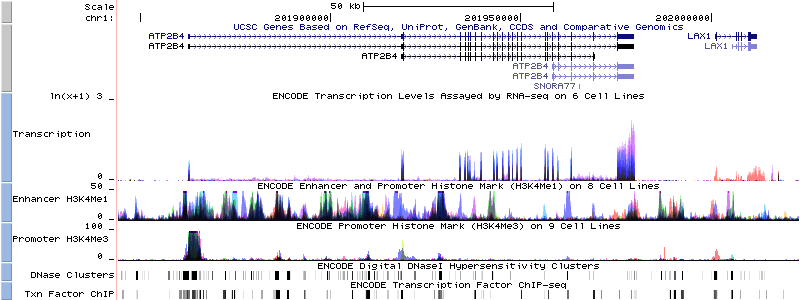
صورة من البيانات ترميز في متصفح الجينوم UCSC. وهذا يدل على عدة مسارات تتضمن معلومات عن تنظيم الجينات وكتب هذا الجين على اليسار (ATP2B4) في طائفة واسعة من الخلايا. وكتب فقط الجين المعني بالحق في بضعة أنواع من الخلايا، بما في ذلك الخلايا الجذعية الجنينية.

## FactorBook
تحليل عامل النسخ يجمع البيانات الناتجة عن المشروع ترميز متاح في مستودع FactorBook الوصول إليها على شبكة الإنترنت.

## الروابط الخارجية
- http://www.sciencedaily.com/releases/2012/09/120905134909.htm
- الموقع الرسمي
- ENCODE project at the National Human Genome Research Institute
- ENCODE/GENCODE project at the Wellcome Trust Sanger Institute
- ENCODE-sponsored introductory tutorial
- FactorBook
- ENCODE threads Explorer at the نيتشر

.